# Desmopsis oerstedii
Desmopsis oerstedii är en kirimojaväxtart som beskrevs av William Edwin Safford.
Desmopsis oerstedii ingår i släktet Desmopsis och familjen kirimojaväxter. Inga underarter finns listade i Catalogue of Life.